# Leptoclinides novaezelandiae
Leptoclinides novaezelandiae is een zakpijpensoort uit de familie van de Didemnidae. De wetenschappelijke naam van de soort is voor het eerst geldig gepubliceerd in 1958 door Brewin.